# Catedral Nacional de Bucarest
La Catedral Nacional de Bucarest (en rumano: Catedrala Națională din București), también conocido como la Catedral de la Salvación del Pueblo (en rumano: Catedrala Mântuirii Neamului), es una gran catedral ortodoxa rumana inaugurada en 2018 pero aún sin finalizar, ubicada en Bucarest, la capital de Rumania. Es la catedral patriarcal de la Iglesia ortodoxa rumana y será la catedral ortodoxa más grande del mundo una vez esté totalmente finalizada. Está ubicada en el centro de la capital rumana, cerca del Palacio del Parlamento, el edificio administrativo más grande del mundo para uso civil. 
El templo tendrá las campanas en suspensión más grandes del mundo, superando a las del campanario de San Pedro de la Catedral de Colonia. La campana mayor fue construida el 11 de noviembre de 2016 en Innsbruck por Grassmayr y será elevada hasta los 65 metros; tendrán un peso de 25.190 kilos, un badajo de 630 kilos, un diámetro de 3355 mm, una altura de 3130 mm y un grosor de 273 mm.
La catedral de la Salvación del Pueblo Rumano fue bendecida el 25 de noviembre de 2018 por su santidad el patriarca ecuménico Bartolomé I de Constantinopla. El evento duró cinco días, hasta el 30 de noviembre, y fueron invitados todos los patriarcas de la Iglesia ortodoxa. La nueva catedral está dedicada a la Ascensión de Cristo y a San Andrés.

## Características
Está concebida para ser el templo más grande de este país. La Catedral de la Salvación del Pueblo Rumano es la nueva catedral patriarcal de Bucarest y la sede de la Iglesia ortodoxa rumana, en sustitución de la actual Catedral Patriarcal de Bucarest.
El costo promedio de la inversión asciende a 115 millones de euros. La catedral está emplazada en Boulevard Unirii, junto al Palacio del Parlamento Rumano, obra faraónica del dictador comunista Nicolae Ceaucescu.
El complejo catedralicio tendrá también un aparcamiento para 700 vehículos, un helipuerto y espacio suficiente para que 125.000 fieles sigan la liturgia desde el exterior a través de varias pantallas gigantes. A su alrededor, se levantarán también cuatro edificios: la Casa del Apóstol Andrés, con una residencia para peregrinos religiosos, la Casa del Apóstol Pedro, para peregrinos laicos, el Centro Cultural Misionero del Apóstol Pablo y el Centro Social Médico del Apóstol Lucas, destinado a enfermos y ancianos. Con su cúpula de 114 metros de altura, la catedral dominará la capital y se convertirá en el edificio más alto de Rumanía.

## Historia
La idea de construir una gran catedral fue propuesta ya poco tiempo después del final de la Primera Guerra Mundial, por el arquitecto Petre Antonescu, quién realizó un primer diseño que contó con el apoyo del patriarca Miron Cristea. La llegada del comunismo en 1947 frenó en seco el proyecto que sólo resurgió en 1989, poco después de la caída del régimen, con una propuesta que pretendía levantar un gran templo en el centro de la Piața Unirii, uno de los principales nudos de comunicación de Bucarest.
En los siguientes años se discutió mucho sobre el emplazamiento más adecuado para el proyecto e incluso se barajó destruir el Monumento a los Héroes del Comunismo del Parque Carol I, sin embargo, el entonces alcalde de la capital y el presidente del país, Traian Băsescu (hasta 2014), se opuso radicalmente.
Finalmente se decidió por emplazarla en Boulevard Unirii, junto al Palacio del Parlamento Rumano, debido a que quedaban grandes espacios por edificar en este lugar y por su situación en el mismo corazón de la ciudad. En junio del año 2009, la Iglesia ortodoxa rumana anunció de manera oficial que este complejo catedralicio nacional se iba a levantar precisamente en ese terreno. 
La piedra fundacional fue colocada en febrero de 2011 en una ceremonia religiosa presidida por el Patriarca y Primado de la Iglesia ortodoxa rumana, Daniel Ciobotea. La catedral se está construyendo con donativos de los fieles y con el apoyo del Gobierno, en estilo neobizantino con elementos neorrumanos. También el papa Juan Pablo II, durante su visita a Rumania en 1999 donó 100.000 euros para la construcción del santuario.
La catedral fue inaugurada el 25 de noviembre de 2018, pero aún está inacabada y se espera que esté terminada en 2024. En mayo de 2019 fue visitada por el papa Francisco, líder de la Iglesia Católica quien dijo venir como peregrino al reunirse con las autoridades ortodoxas rumanas encabezadas por el Patriarca Daniel.